# Philip Key
Philip Key (ur. 1750, zm. 4 stycznia 1820) – amerykański prawnik i polityk. W latach 1791–1793 podczas drugiej kadencji Kongresu Stanów Zjednoczonych był przedstawicielem pierwszego okręgu wyborczego w stanie Maryland w Izbie Reprezentantów Stanów Zjednoczonych.